# Bleddyn Williams
Bleddyn Llewellyn Williams (Taff’s Well, 22 febbraio 1923 – Cardiff, 6 luglio 2009) è stato un giornalista, dirigente sportivo e rugbista a 15 britannico, internazionale per il Galles e per i British Lions, il cui ruolo era quello di tre quarti centro. Insieme a Jack Matthews costituì una solida coppia sia nel Cardiff RFC che nella nazionale gallese.

## Biografia
Nato a Taff's Well, sobborgo di Cardiff nel circondario di Rhondda, Bleddyn Llewellyn Williams era il quarto di dodici figli, e terzo maschio di otto, di un operaio del carbone; lui e tutti i suoi sette fratelli giocarono nel Cardiff RFC, collezionando in totale più di 1 500 presenze nel club, e uno di essi, Lloyd, fu anch'egli capitano del Galles.
Entrato giovanissimo nella squadra riserve del Cardiff RFC, Williams si arruolò nella RAF dopo lo scoppio della II guerra mondiale, e nel periodo di addestramento tra Londra e Cambridge militò negli inglesi del Rosslyn Park.
Durante la guerra servì come pilota, rischiando la vita in più occasioni, la più drammatica delle quali quando fu abbattuto nel cielo tedesco e costretto a un atterraggio di emergenza su suolo nemico.
Tornato alla vita civile, debuttò nel 1945 nella prima squadra del Cardiff, formando insieme al suo amico e compagno di squadra Jack Matthews una solida coppia di centri che, nel 1947, debuttò insieme nel Galles nell'incontro inaugurale del Cinque Nazioni di quell'anno contro l'Inghilterra.
Nel 1950 prese parte al tour dei British Lions in Australasia, che durò 6 mesi, e si guadagnò il soprannome di Prince of the Centres ("Principe dei centri") per le sue capacità sia di placcaggio che di smistamento del pallone.
Già capitano del Cardiff, nel 1953 lo divenne anche della Nazionale gallese: con entrambe le squadre affrontò la Nuova Zelanda in tour e la batté: fu, anzi, il capitano della, a tutt'oggi, più recente vittoria del Galles contro gli All Blacks .
L'eco di quella prestazione fu talmente ampia che persino il neozelandese Graham Henry, quando nel 1998 assunse la guida tecnica dei gallesi, tra le prime cose che chiese quando sbarcò a Cardiff fu quella di poter incontrare Williams e Matthews per render loro omaggio: il padre di Henry, infatti, aveva assistito agli incontri dei British Lions del 1950 in Nuova Zelanda e gli aveva descritto i due centri come la miglior coppia che egli avesse mai visto in tale ruolo.
Nel 1955 disputò il suo ultimo incontro internazionale, contro la stessa avversaria dell'esordio, l'Inghilterra, e a fine stagione si ritirò dopo un record di 185 mete marcate per il Cardiff; un anno dopo il suo ritiro pubblicò la sua autobiografia, Rugger My Life, e nei successivi trent'anni fu giornalista di rugby per il quotidiano laburista Sunday People .
Fu anche presidente del Cardiff RFC; il suo villaggio natale, lui ancora in vita, gli dedicò all'inizio degli anni duemila una strada e, nel 2005, ricevette l'onorificenza di membro dell'Ordine dell'Impero Britannico per il suo contributo al rugby gallese.
Il 18 novembre 2013, insieme a Jack Mattews, scomparso nel 2012, Williams fu ammesso nella Hall of Fame dell'IRB durante una cerimonia che si tenne a Dublino.